# Шапеньково
Шапенько́во — село в Баргузинском районе Бурятии. Входит в сельское поселение «Баргузинское». Старое название «Молоково».

## География
Расположено в 7,5 км к югу от районного центра, села Баргузин, на левобережье речки Кулутай, в 4 км южнее места её впадения в Баргузин (по левому берегу). У села проходит автодорога районного значения на левобережные сёла Баргузинского района.

## Население
| 2002 | 2010 |
| ---- | ---- |
| 230  | ↘199 |

## Инфраструктура
Начальная общеобразовательная школа, сельский клуб, фельдшерско-акушерский пункт.

## Экономика
Крестьянско-фермерское хозяйство, личные подсобные хозяйства.